# Сухой, Николай Авксентьевич
Николай Авксентьевич Сухой (род. 5 марта 1941, Станиславчик, Киевская область) — советский и российский чиновник, политический деятель, начальник Главного управления капитального строительства Министерства мелиорации и водного хозяйства РСФСР, заместитель министра мелиорации и водного хозяйства РСФСР, с 1993 по 2007 год депутат Государственной Думы ФС РФ первого, второго, третьего и четвёртого созывов.

## Биография
Николай Авксентьевич Сухой родился 5 марта 1941 года в селе Станиславчик (ныне — в Белоцерковском районе Киевской области). В 1958 году был рабочим на строительстве водохозяйственных объектов. В 1969 году получил высшее образование по специальности «инженер-гидротехник» в Московском гидромелиоративном институте. Прошёл обучение по специальности «экономика народного хозяйства» на Высших экономических курсах при Госплане СССР.
С 1974 по 1977 год работал в Министерстве мелиорации и водного хозяйства РСФСР первым заместителем начальника Главного управления капитального строительства. С 1977 по 1980 год работал в Госплане СССР советником по экономическим вопросам в странах Ближнего Востока. С 1981 по 1987 год работал в Министерстве мелиорации и водного хозяйства начальником Главного управления капитального строительства. С 1987 по 1990 год работал заместителем министра мелиорации и водного хозяйства РСФСР. С 1990 по 1992 год работал в государственном концерне «Росводстрой» первым заместителем председателя. До 1991 года был членом КПСС.
В 1993 году избран депутатом Государственной думы Федерального Собрания Российской Федерации первого созыва. В Государственной думе был членом комитета по аграрным вопросам, входил во фракцию Аграрной партии России.
В 1995 году баллотировался в Государственную думу по спискам Аграрной партии России, по итогам распределения мандатов в Думу не прошёл. В 1998 году избран депутатом Государственной думы Федерального Собрания Российской Федерации второго созыва на дополнительных выборах по Балаковскому одномандатному избирательному округа № 156. В Государственной думе был членом Комитета по бюджету, налогам, банкам и финансам, входил в Аграрную депутатскую группу.
В 1999 году избран депутатом Государственной думы ФС РФ третьего созыва от Балаковского одномандатного избирательного округа № 156. В Государственной думе был членом Комитета по бюджету и налогам, членом Комиссии по рассмотрению расходов федерального бюджета, направленных на обеспечение обороны и государственной безопасности РФ, входил во фракцию «Отечество — Единая Россия».
В 2003 году избран депутатом Государственной думы ФС РФ четвёртого созыва от Энгельсского одномандатного избирательного округа № 159. В Государственной думе был заместителем председателя Комитета по бюджету и налогам, членом Комиссии по рассмотрению расходов федерального бюджета, направленных на обеспечение обороны и государственной безопасности РФ, входил во фракцию «Единая Россия».
С 2007 по 2009 гг. занимался общественной деятельностью.
С 2009 г. — председатель правления ассоциации «Объединение строителей в области мелиорации и водного хозяйства». Председатель совета НП «Союз водников и мелиораторов». С 2013 по 2014 год был членом Общественного Совета при Министерстве сельского хозяйства РФ.

## Законотворческая деятельность
С 1993 по 2007 год, за время исполнения полномочий депутата Государственной думы I,II, III и IV созывов выступил соавтором 37 законодательных инициатив и поправок к проектам федеральных законов.

## Награды
Орден Трудового красного знамени
Орден Дружбы народов
Дважды орден «Знак Почёта»
Орден Почёта
Орден Дружбы (8 ноября 2007 года) — за заслуги в законотворческой деятельности, укреплении и развитии российской государственности